# Nicole Koller
Nicole Koller (* 2. Mai 1997 in Wetzikon) ist eine Schweizer Radsportlerin, die Rennen auf dem Mountainbike, im Cyclocross und im Strassenradsport bestreitet.

## Sportlicher Werdegang
Nicole Koller wurde als jüngstes von fünf Kindern ihrer Familie geboren. Sie probierte sich in verschiedensten Sportarten wie Schwimmen, Geräteturnen, Eiskunstlauf und Leichtathletik aus, bis sie über ihre zwei älteren Brüder den Mountainbikesport für sich entdeckte. Mit sieben Jahren fuhr sie ihr erstes Rennen. Bevor sie sich voll auf die sportliche Laufbahn konzentrierte, absolvierte sie eine Berufsausbildung. In ihren U19-Jahren fuhr sie neben dem Mountainbike auch noch auf der Strasse und im Cyclocross.
2012 gewann Koller im Alter von 15 Jahren das Juniorinnen-Rennen bei den Schweizer Radquer-Meisterschaften, bei dem jedoch kein Titel vergeben wurde. 2014 wurde sie Junioren-Weltmeisterin im Cross-Country XCO. Bei den Junioren-Mountainbike-Europameisterschaften 2014 errang sie Silber. In der folgenden Zeit entwickelte sie eine Essstörung, die sie mit Unterstützung ihrer Familie in mehreren Jahren aber überwinden konnte. 2015 wurde sie bei den Weltmeisterschaften Dritte und bei den Europameisterschaften Zweite im Cross-Country der Junioren.
Gleich im ersten U23-Jahr erzielte Koller mit dem dritten Platz beim Saisonfinal 2016 in Vallnord ihre beste Weltcup-Platzierung in der U23. Seit 2020 startet sie in der Elite, ihre bisher besten Weltcup-Platzierung ist ein zweiter Platz im ersten im ersten Cross-Country-Rennen der Saison 2025. Ihren ersten Sieg in der Elite erzielte sie in der Saison 2023 im Rahmen der Internazionali d’Italia Series auf der Insel Elba. Im März 2024 gewann sie zusammen mit ihrer Partnerin Anne Terpstra sämtliche Etappen des Cape Epic und damit auch die Gesamtwertung.
Im Cyclocross wurde sie 2021 Schweizer Elite-Meisterin.
Auf der Strasse belegte Nicole Koller bei den Junioren-Europameisterschaften 2014 im Strassenrennen Rang zwei. 2022 wurde sie gemeinsam mit Mauro Schmid, Stefan Küng, Stefan Bissegger, Elise Chabbey und Marlen Reusser Weltmeisterin in der Mixed-Staffel, 2023 wiederholten sie in gleicher Formation diesen Erfolg.

## Erfolge

### Cyclocross
2021
- Schweizer Meisterin

### Mountainbike
2014
- Junioren-Weltmeisterin – XCO
- Junioren-Europameisterschaft – XCO
- Schweizer Junioren-Meisterin – XC

2015
- Junioren-Weltmeisterschaft – XCO
- Junioren-Europameisterschaft – XCO

2023
- Internazionali d’Italia Series Capoliveri

2024
- Gesamtsieg und acht Etappen Cape Epic
- Europameisterschaften – XCC

### Strasse
2014
- Junioren-Europameisterschaft – Strassenrennen

2022
- Weltmeisterin – Mixed Staffel

2023
- Weltmeisterin – Mixed Staffel